# Jean Mabillon
Jean Mabillon, llamado también Dom Mabillon (Saint-Pierremont; 23 de noviembre de 1632-Abadía de Saint-Germain-des-Prés, París; 27 de diciembre de 1707) fue un  benedictino, erudito e historiador francés, conocido como fundador de dos de las llamadas ciencias historiográficas: la diplomática y la paleografía.

## Biografía

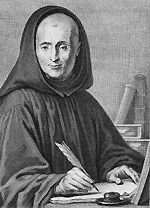
Jean Mabillon.

Jean Mabillon fue el quinto hijo de una familia campesina, ligado por su madre a los señores de su lugar natal, Saint-Pierremont (en Champaña). Demostró una precoz disposición a los estudios, en los que fue iniciado por su tío, cura párroco. Gracias a este, entra en 1644 en el Collège des Bons Enfants (Colegio de los Niños Buenos), de Reims. En 1650 es admitido en el seminario diocesano, pero interrumpe sus estudios en 1653 para unirse a la congregación benedictina reformada de Saint-Maur, en la abadía de Saint-Remi de Reims. 
Nombrado responsable de la educación de los novicios, debe renunciar por su frágil salud. A partir de 1656, se consagra plenamente al estudio de las Antigüedades, es decir, de los documentos antiguos, primero en la abadía de Nogent-sous-Coucy y después en la de Corbie. Progresivamente va elaborando las reglas de un método que sirve para distinguir los documentos falsos, fundando así los principios de la crítica documental.
Tras un periodo como tesorero en la abadía de Saint-Denis (1653), y vista su capacidad, es enviado a la abadía de Saint-Germain-des-Prés, en 1664. Allí se une a un círculo de eruditos formado en torno del bibliotecario de la abadía , Jean-Luc d'Achery, al que con el tiempo sucederá en el cargo. Comenzó por ayudarle en la recolección de documentos para la redacción de las Acta Ordinis Sancti Benedicti (Actas de la Orden de San Benito): sus colosales esfuerzos hacen que pueda atribuírsele la autoría misma del proyecto, cuyo primer volumen apareció en 1703.

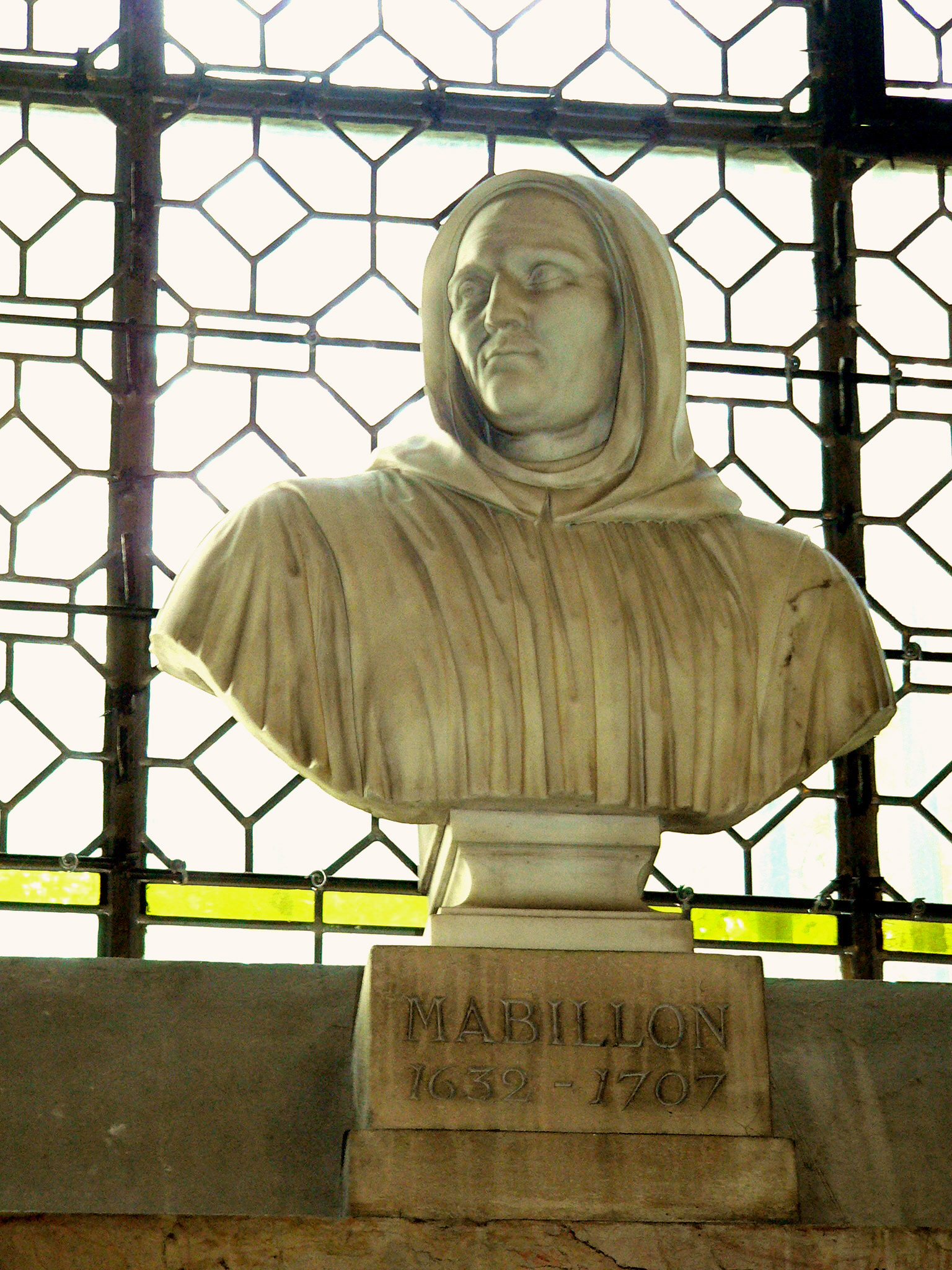
Busto de Jean Mabillon, Iglesia de Saint-Germain-des-Prés.

En 1681, publica un tratado: De re diplomatica, en el que contesta al cuestionamiento de la autenticidad de ciertas cartas de la abadía de Saint-Denis por parte de un jesuita holandés, Daniel Papenbroeck. En el debate, propone las herramientas que permiten autentificar un documento y datarlo, y a través de su utilización, hace triunfar su punto de vista. Su mayor aportación está en la inclusión de la crítica en el análisis documental, creando de esta manera la ciencia diplomática, en la que el documento deja de ser una simple herramienta utilizada con fines históricos o políticos para pasar a ser considerado objeto de estudio en sí mismo. Sienta las bases de este concepto del documento en el capítulo VIII de su De re diplomatica libris sex, en el que propone un nuevo concepto y muestra los métodos que harán posible la identificación de los documentos falsos, diferenciándolos de los auténticos. La divulgación del debate y su resultado le granjean la admiración general de los eruditos del reino de Francia y permiten atribuirle la fundación de la ciencia diplomática.
Quedó bajo la protección de Jean-Baptiste Colbert, para el que realiza dos viajes —a Borgoña el primero (1682), y a Suiza y Alemania el último (1683)— a fin de recolectar y autentificar documentos sobre la historia de la Corona y la Iglesia francesas. También le ofreció una pensión, que el benedictino declinó. El sucesor del ministro, el arzobispo de Reims, fue igualmente admirador de Mabillon, y logra que el rey le confíe, en 1685, la tarea de visitar las principales bibliotecas de Italia para adquirir libros y manuscritos para la Biblioteca Real. 
Tales favores le hacen ganarse enemigos: entra en controversia con el abad de La Trapa, Rancé, sobre el lugar que deben tener los estudios en relación con el trabajo manual en la vida monástica. En respuesta a este, escribe un Tratado de los estudios monásticos (Traité des études monastiques) (1691). En 1698 protesta en vano, bajo el pseudónimo de Eusebius Romanus, contra la veneración de santos anónimos en las catacumbas de Roma, lo que le lleva a ser convocado para explicarse, viéndose obligado a modificar algunos pasajes.
A pesar de los ataques que sufrió, que llegaron hasta a acusaciones de jansenismo, debidos principalmente a su actividad crítica, como la que hace sobre las obras de San Agustín; la reputación de Mabillón quedó intacta, y en 1701 es nombrado por el rey Luis XIV miembro de la Academia real de las Inscripciones y Medallas (o de las Bellas Letras).

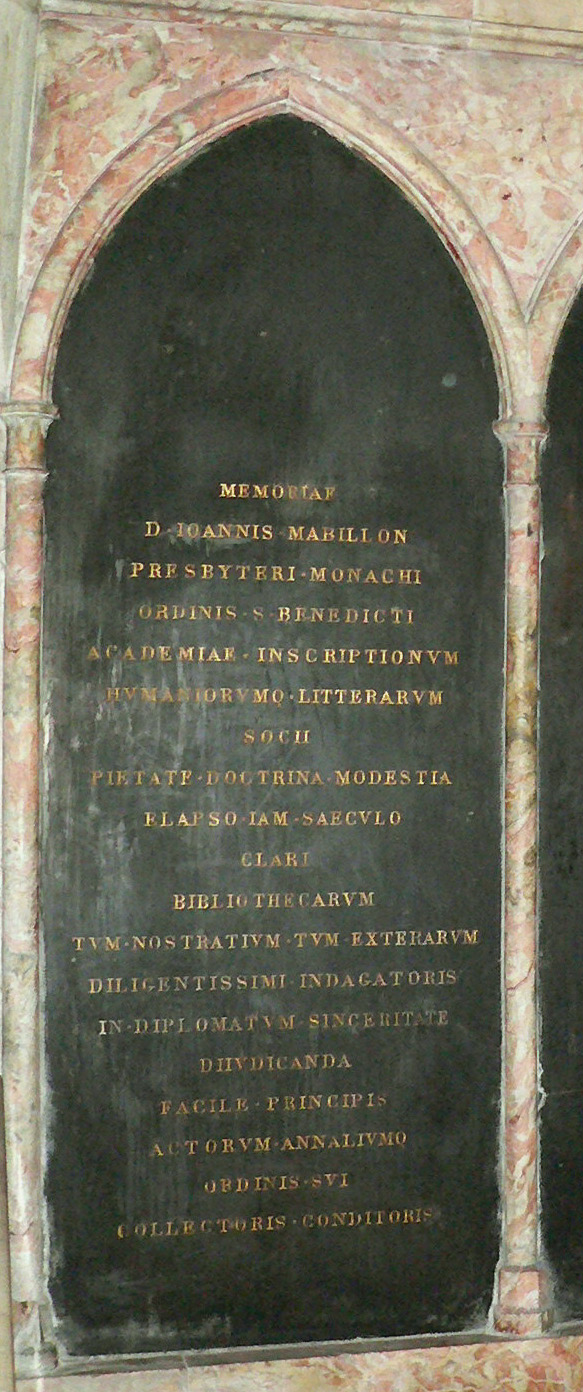
Lápida de Jean Mabillon, Iglesia de Saint-Germain-des-Prés.

## Obras
- Œuvres de saint Bernard (Obras de san Bernardo de Claraval) (1667)
- Acta Sanctorum ordinis Sancti Benedicti (Vidas de los Santos de la Orden de San Benito) (vol. 1 : 1668 ; vol. 2 : 1669 ; vol. 3 : 1672)
- Vetera Analecta (Anales Viejos) (vol. 1 : 1675 ; vol. siguientes hasta 1685)
- De re diplomatica (Sobre la diplomática)(1681)
- Traité des études monastiques (Tratado de estudios monásticos) (1691)
- Réflexions sur la Réponse de M. l'Abbé de la Trappe (Reflexiones sobre la respuesta del señor abad de la Trapa)(1692)
- Annales Ordinis Sancti Benedicti occidentalium monachorum patriarchae (Anales de la Orden de San Benito, Patriarca del monacato occidental, citado comúnmente como Annales O.S.B.) (vol. 1: 1703; continuado póstumamente hasta 1730)
- Supplementum (a De re diplomatica) (1704)